# Shandong Energy
Shandong Energy Group Co. Ltd. (kinesisk: 山东能源集团有限公司) er et kinesisk statsejet kulmineselskab med hovedkvarter i Jinan, Shandong Virksomheden blev etableret i 2011 ved en fusion mellem 6 eksisterende kulmineselskaber: Xinwen Mining Group, Zaozhuang Mining Group, Zibo Mining Group, Feicheng Mining Group, Linyi Mining Group og Longkou Mining Group.